# Edmund Andros

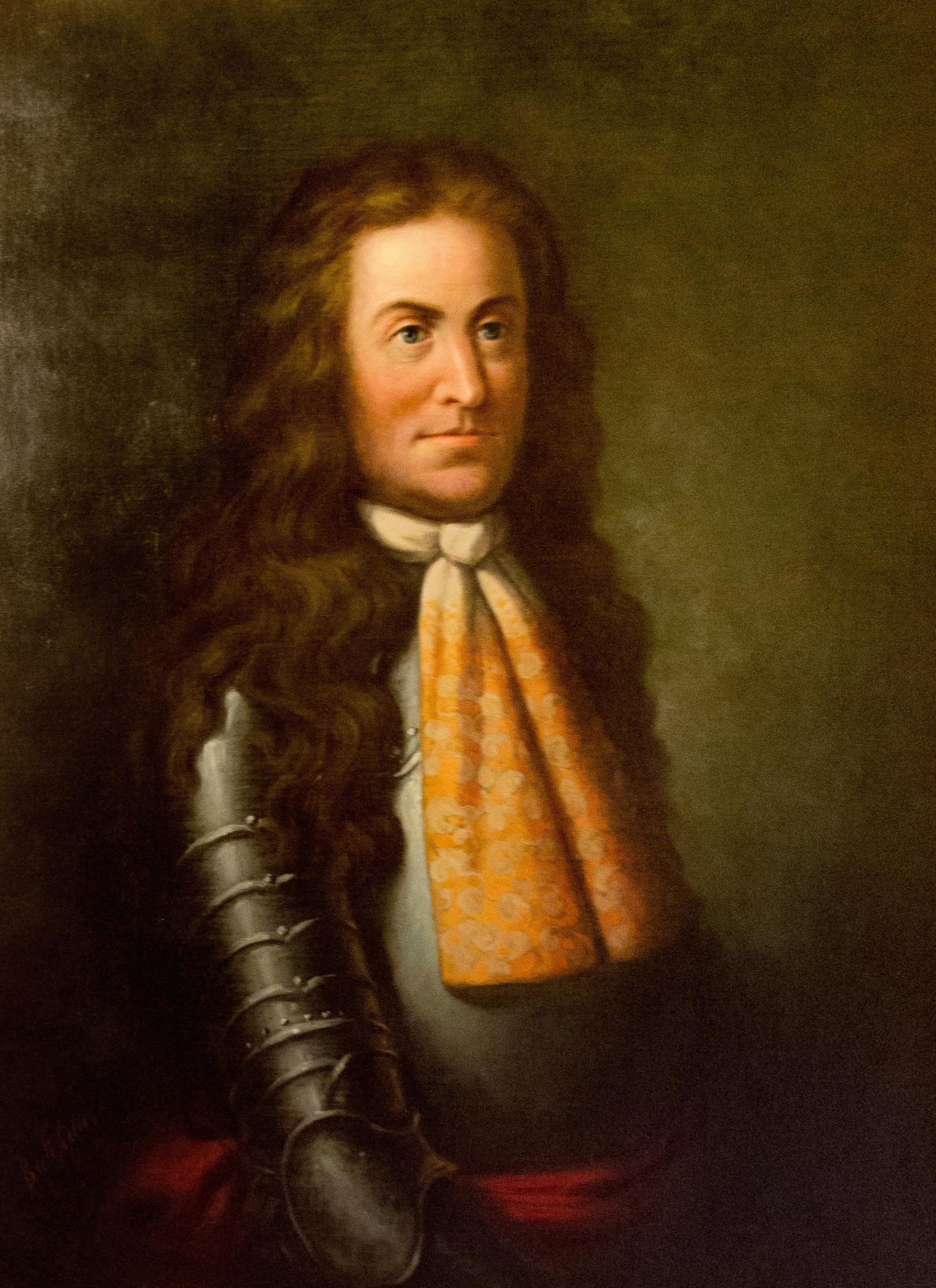
Edmund Andros. Kolekcja Izby Reprezentantów stanu Rhode Island

Edmund Andros (ur. 6 grudnia 1637, zm. 1714) – gubernator Brytyjskiej Ameryki Północnej i baliw wyspy Guernsey w latach 1674–1713. Tytuł szlachecki uzyskał w 1678 roku.